# Josef Wünsche
Josef Wünsche (8. července 1816 – 4. října 1898 Vídeň) byl rakouský a český podnikatel a politik německé národnosti, v 2. polovině 19. století poslanec Říšské rady.

## Biografie
Působil jako průmyslový podnikatel. Byl spolumajitelem firmy Hielle & Wünsche v Krásné Lípě. Takto se uvádí již v roce 1863, kdy druhým majitelem byl Eduard Hielle. Kromě toho působil i ve funkci ředitele První rakouské spořitelny a člena správní rady Všeobecné depozitní banky. Byl cenzorem Rakousko-uherské banky.
Angažoval se i ve vysoké politice. Působil jako poslanec Říšské rady (celostátního parlamentu Předlitavska), kam usedl ve volbách roku 1879 za kurii městskou v Čechách, obvod Rumburk, Krásná Lípa atd. Ve volebním období 1879–1885 se uvádí jako Josef Wünsche, továrník, bytem Vídeň.
Do parlamentu nastoupil jako ústavověrný poslanec. Patřil k německým liberálům. Na Říšské radě se v říjnu 1879 uvádí jako člen staroněmeckého Klubu liberálů (Club der Liberalen).
Jeho manželkou byla Emilie Wünsche, rozená Neusser. Josef Wünsche zemřel v říjnu 1898 po dlouhé nemoci ve věku 83 let.